# 시스코 휴스턴

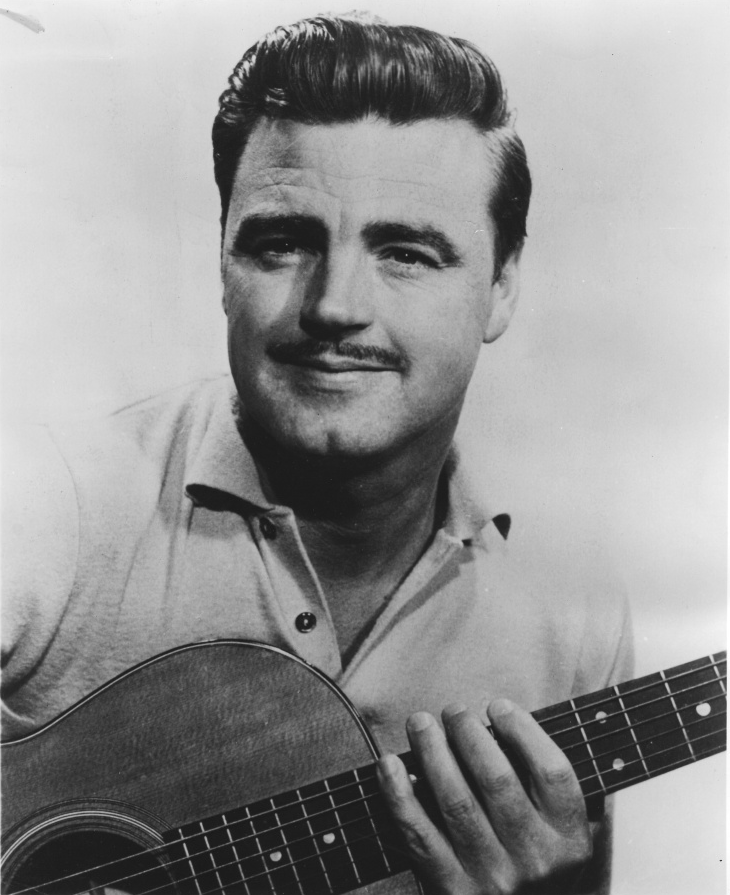

시스코 휴스턴(Cisco Houston, Gilbert Vandine "Cisco" Houston, 1918년 8월 18일 ~ 1961년 4월 29일)은 미국의 포크가수이자 송라이터이며 우디 거스리(Woody Guthrie)의 친구로서 함께 방랑생활을 한 민요가수이다. 그 풍부한 윤택을 지닌 목소리와 성실한 노래솜씨는 민요만이 지니는 독특한 뉘앙스로 넘쳐 있다. 악기는 기타이다.  델라웨어주에서 태어나 젊은 시절부터 방랑생활을 계속한 참다운 방랑가수이다. 1961년 캘리포니아주에 있는 누이의 집에서 암으로 사망하였다.

## 선별된 디스코그래피
- Cowboy Ballads (Folkways FA 2022) (1952)[2]
- 900 Miles and Other R. R. Songs (Folkways FA 2013) (1954)[3]
- More Songs By Woody Guthrie And Cisco Houston (Melodisc MLP12-106) (1955)[4]
- Cisco Sings (Folkways FA 2346) (1958)[5]
- Cisco Houston Sings Songs of the Open Road (Folkways FA 2480) (1960)[6]
- Sings the Songs of Woody Guthrie (Vanguard VRS 9089) (1960)[7]
- I Ain't Got No Home (Vanguard VRS-9107) (1962)[8]
- Nursery Rhymes, Games & Folk Songs (Folkways FC 7606) (1963)[9]
- Passing Through (Verve Folkways FV/FVS 9002) (1965)[10]